# Nymphidium derufata
Nymphidium derufata är en fjärilsart som beskrevs av Percy I. Lathy 1932. Nymphidium derufata ingår i släktet Nymphidium och familjen Riodinidae. Inga underarter finns listade i Catalogue of Life.